# Momoiro punch
Momoiro punch (ももいろパンチ?, Momoiro panchi, lett. "Cazzotto di colore rosa") è il singolo di debutto del gruppo musicale di idol giapponesi Momoiro Clover, pubblicato il 5 agosto 2009 dall'etichetta indipendente Happy Music Records. Ha debuttato alla posizione numero 23 della classifica settimanale della Oricon.

## Tracce
Edizione standard
1. Momoiro punch (ももいろパンチ) – 4:26 (testo: Tzk – musica: Yūya Saitō)
2. Milky Way – 4:01 (Kiyohisa Aiki)
3. Rough Style (ラフスタイル) – 4:18 (Miho Mahara)
4. Momoiro punch (Instrumental) – 4:26

Edizione limitata con DVD
1. Momoiro punch (ももいろパンチ) – 4:26 (testo: Tzk – musica: Yūya Saitō)
2. Milky Way – 4:01 (Kiyohisa Aiki)
3. Rough Style (ラフスタイル) – 4:18 (Miho Mahara)
4. Momoiro punch (Instrumental) – 4:26
5. Momoiro punch (Video musicale) – 4:28

## Classifiche
| Classifica (2009)                | Posizione più alta |
| -------------------------------- | ------------------ |
| Giappone (Oricon giornaliera)    | 11                 |
| Giappone (Oricon settimanale)    | 23                 |
| Giappone (Billboard)             | 56                 |
| Giappone (Billboard independent) | 11                 |